# Schwartz’ Panzerwels

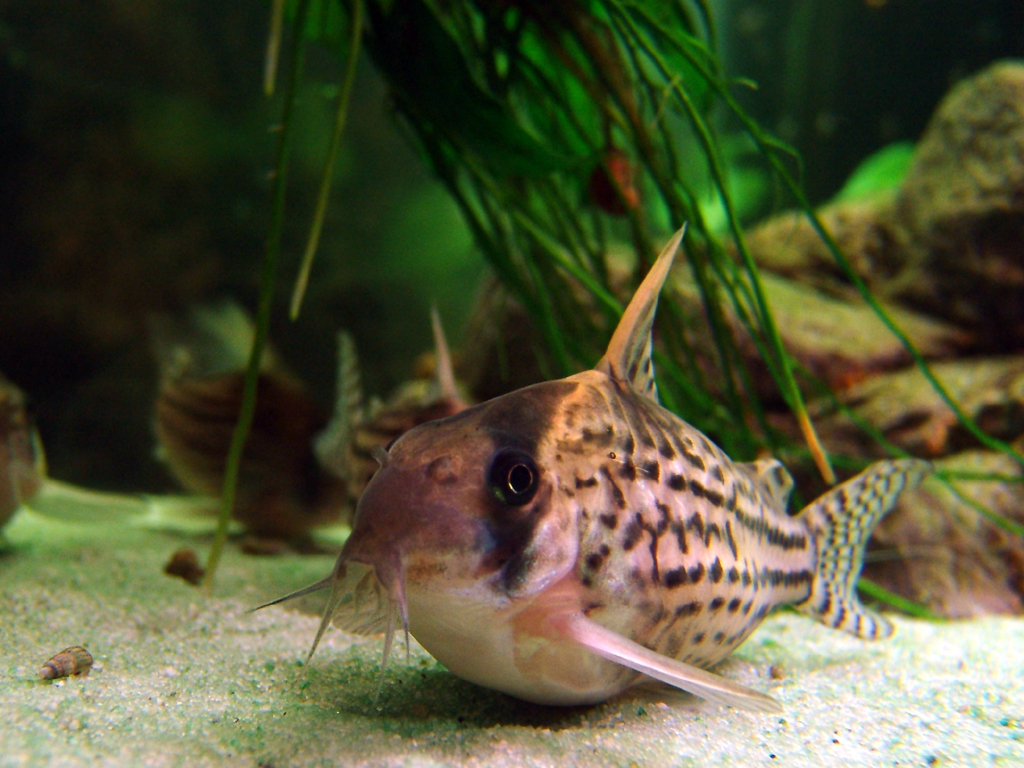
Schwartz’ Panzerwels

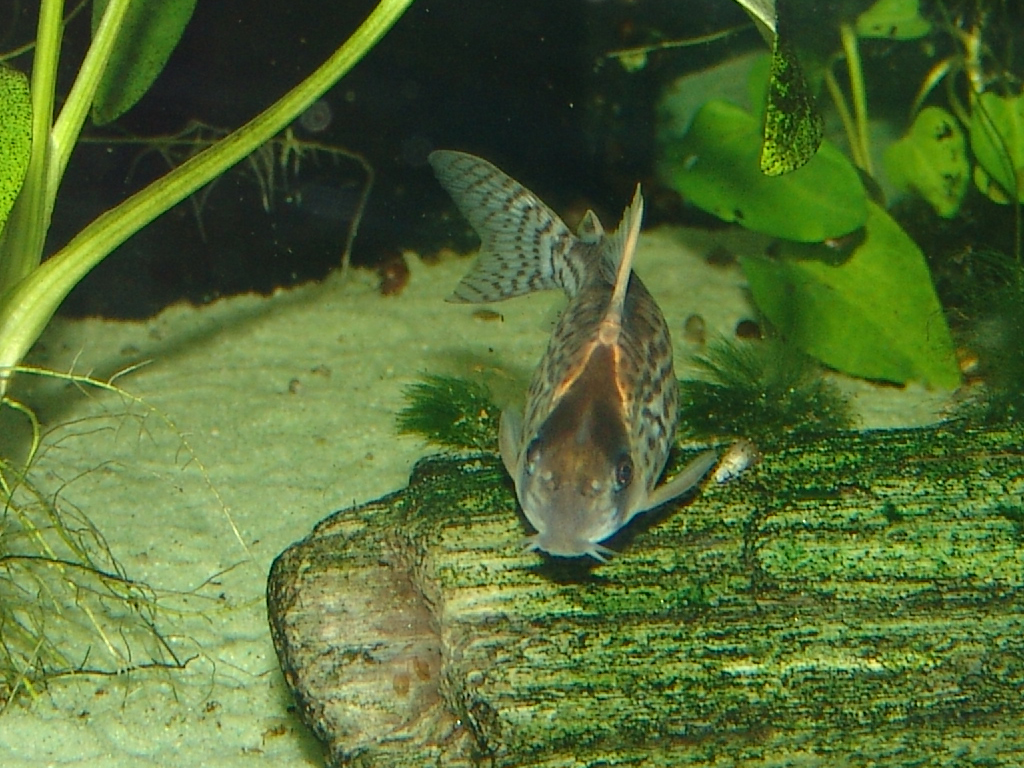
Schwartz’ Panzerwels

Schwartz’ Panzerwels (Hoplisoma schwartzi, Synonym: Corydoras schwartzi) gehört der Familie Schwielen- und Panzerwelse (Callichthyidae) an, die in zwei Unterfamilien, Schwielenwelse (Callichthyinae) und Panzerwelse (Corydoradinae), gegliedert ist.
Schwartz’ Panzerwels wird auch oft als Bänder-Panzerwels bezeichnet.

## Vorkommen
Schwartz’ Panzerwels ist in Südamerika im Rio-Purus-Mündungsgebiet (Brasilien) beheimatet. Er bewohnt dort schattige Flussabschnitte und Urwaldtümpel.

## Merkmale
Allen Gattungen der Familie Schwielen- und Panzerwelse ist es als Darmatmer möglich, durch Gasaustausch im Darm, zusätzlichen Sauerstoff aus der Luft aufzunehmen. Verbrauchte Luft wird dann, in Form von kleinen Luftbläschen, durch den After entlassen.
Im natürlichen Habitat der Schwartz’ Panzerwelse schwimmt dazu der ganze Schwarm blitzschnell an die Wasseroberfläche um sich gleich wieder zum Gewässergrund zurückzuziehen. Diese Form der Atmung ermöglicht es diesen Welsen, in vom Fluss abgeschnittenen, besonders sauerstoffarmen Gewässern zu überleben.
Schwartz’-Panzerwels-Weibchen werden bis zu sechs Zentimeter lang und sind, gegenüber den Männchen die nur eine Länge von fünf Zentimetern erreichen, deutlich fülliger.

### Flossenformel
Aus:Günther Sterba: Süsswasserfische der Welt. 2. Auflage. Urania, Leipzig/Jena/Berlin 1990, ISBN 3-332-00109-4.
- Dorsale 1/7
- Anale 2/5

## Aquaristik

### Allgemeines
Schwartz’ Panzerwels hält sich überwiegend im unteren Drittel des Aquariums auf. Als Schwarmfisch sollte er in einer Gruppe von mindestens sechs Exemplaren gepflegt werden.

### Einrichtung
Überhängende Wurzeln, oder Höhlen aus Steinaufbauten, sollten als Rückzugsmöglichkeiten zur Einrichtung gehören. Um die empfindlichen Barteln der Schwartz’ Panzerwelse vor Verletzungen zu schützen, sollte der Bodengrund aus Aquariensand oder sehr feinem abgerundeten Kies bestehen. Eine Schwimmpflanzendecke trägt weiterhin zum Wohlbefinden der Schwartz’ Panzerwelse bei und lässt sie schnell ihre anfängliche Scheu verlieren.

### Vergesellschaftung
Schwartz’ Panzerwels lässt sich gut mit anderen friedlichen Aquarienbewohnern, die auch viel größer sein können und ähnliche Ansprüche an die Wasserbeschaffenheit stellen, vergesellschaften. Es sollte nur darauf geachtet werden, dass er bei der Fütterung nicht zu kurz kommt.

### Futter
Schwartz’ Panzerwels ist als Allesfresser nicht wählerisch. Von Lebendfutter, über Frost- und gefriergetrocknetes Futter, bis hin zu den handelsüblichen Flocken-, Tabs- und Chips-Sortimenten, verschmäht er nichts. Jedenfalls sollte er abwechslungsreich, über den Tag verteilt, in mehreren kleinen Portionen gefüttert werden.

### Zucht
Auf ein Weibchen kommen zwei bis drei Männchen in ein Artbecken. Breitblättrige Wasserpflanzen, oder senkrecht aufgestellte Steinplatten dienen als Laichsubstrat. Häufig wird auch einfach an den Aquarienscheiben gelaicht. Das Wasser sollte nicht zu hart sein und im sauren Bereich liegen. Die Wassertemperatur sollte, nach einem größeren Wasserwechsel mit kaltem Wasser, auf 28 °C eingestellt werden.
Beim Laichakt werden die Weibchen von mehreren Männchen verfolgt. Das Weibchen hält immer ein paar Eier zwischen den Bauchflossen fest, wo sie vom Männchen befruchtet werden und anschließend vom Weibchen an Pflanzen, Steinen, oder den Aquarienscheiben angeheftet werden. Nach dem Ablaichen sollten die Eltern, oder, wenn möglich, das Laichsubstrat mit den Eiern, in ein anderes Becken mit den gleichen Wasserwerten verbracht werden. Nach vier bis acht Tagen schlüpfen die Jungfische, für die man, wenn ihr Dottersack aufgebraucht ist, sehr feines Futter bereithalten sollte.